# Ramu (upazila)
Ramu (en bengali : রামু) est une upazila du Bangladesh dans le district de Cox's Bazar. En 1991, on y dénombrait 167 480 habitants.